# Armorial des familles du Poitou
- certaines figures sont encore dans un format bitmap et doivent être vectorisées.

L'Armorial des familles du Poitou présente les armoiries, ainsi que les devises des familles nobles et notables ayant eu une présence significative en Poitou sous l'Ancien Régime, par ordre alphabétique, sans tenir compte de la chronologie.

## Les familles comtales
| Blason | Nom de la famille, blasonnement et devise                              |
| ------ | ---------------------------------------------------------------------- |
|        | Maison Plantagenêt De gueules à trois léopards d'or, l'un sur l'autre. |
|        | Capétiens D'azur à trois fleurs de lys d'or.                           |

## Les familles poitevines
- Haut – A
- B
- C
- D
- E
- F
- G
- H
- I
- J
- K
- L
- M
- N
- O
- P
- Q
- R
- S
- T
- U
- V
- W
- X
- Y
- Z

### A
| Blason                     | Nom de la famille, blasonnement et devise |
| -------------------------- | --- |
|                            | Famille d'Abillon ou Dabillon, Niort D'azur à trois papillons d'argent., |
|                            | Famille Achard ou des Achards D'argent à trois fasces abaissées de gueules, surmontées de six triangles vidés de sable, entrelacés 2 et 2 et [ordonnés] 2 et 1. Devise : « Ex virtute nobilitas »                                                      |
|                            | Famille Acquet de Férolles, orig. Écosse De sable à trois paniers ou seaux d'or. |
|                            | Famille Adam de Nauvergnes D'azur au lion d'argent. |
|                            | Famille Allard de Clatton D'or au chevron de sable, accompagné en chef de trois étoiles rangées d'azur et en pointe d'un croissant de gueules. |
|                            | Famille Alleman ou Allemand D'argent à un chevron d'azur accompagné de trois olives tigées et versées de sinople., |
|                            | Famille Amaury De gueules à trois fleurs de lys d'or. |
|                            | Famille d'Amboise Palé d'or et de gueules. |
|                            | Famille d'Anché D'argent au lion de sable, couronné, armé et lampassé de gueules., |
|                            | Famille d'Angles Gironné d'argent et de gueules. |
|                            | Famille d'Appellevoisin Tiercelin, orig. Italie De gueules à une herse d'or de trois traits. Alias d'argent, à deux herses d'azur passées en sautoir cantonnées de quatre merlettes de sable.                                                          |
| Blason Famille d'Archiac   | Famille d'Archiac, orig. Saintonge De gueules à deux pals de vair ; au chef d'or., |
|                            | Famille d'Argenton D'or, alias d'argent, à trois tourteaux de gueules, accompagnés de sept croisettes d'azur. Alias trois tourteaux de gueules accompagnés de sept croisettes du même.,                                                                |
|                            | Famille d'Arpajon De gueules à la harpe d'or., |
| Blason Famille d'Aspremont | Famille d'Aspremont De gueules au lion d'or couronné d'azur. |
|                            | Famille d'Auber de Peyrelongue D'azur au pal d'argent accosté de quatre étoiles d'or ; au chef cousu de gueules chargé d'une fasce ondée d'argent. |
|                            | Famille Aubery ou Auberi De gueules à un croissant d'or accompagné de trois trèfles d'argent, posés deux en chef et l'autre en pointe de l'écu., |
|                            | Famille d'Aubigné, orig. Anjou De gueules au lion d'hermine, armé, lampassé, couronné d'or., Illustration : Françoise d'Aubigné (1635-1719), marquise de Maintenon, épouse de Louis XIV.                                                               |
|                            | Famille d'Aubusson-Lafeuillade, orig. Marche D'or à la croix ancrée de gueules., |
|                            | Famille Audebert de Laubuge D'azur au sautoir d'or., |
|                            | Famille Augier de Moussac et de Crémiers, orig. Orléans D'or à trois croix de sable pommetées par le haut et posées en pal. Illustration : Félix de Crémiers (1811-1882), Saint-Cyrien, maire de Bourg-Archambault et conseiller général de la Vienne. |
|                            | Famille d'Auray de Brie, orig. Bretagne Losangé d'or et d'azur., Devise : « Retro nunquam » |
|                            | Famille d'Auzy ou d'Ozy, orig. Agenais D'azur à trois fasces d'or., |
|                            | Famille d'Aviau De gueules au lion d'argent la queue nouée, fourchée et passée en sautoir. Devise : « Nihil sine Deo » |

### B
| Blason                    | Nom de la famille, blasonnement et devise |
| ------------------------- | --- |
|                           | Famille Badereau de Saint-Martin De gueules à deux épées d'argent passées en sautoir accompagnées de trois étoiles d'or, une en chef, deux en flancs, et d'un croissant d'argent en pointe., Alias d'azur à une fasce d'argent accompagnée de trois triangles d'or. Illustration : Armand Badereau (1745-1816), homme politique et chef royaliste des guerres de Vendée.                              |
|                           | Famille Baille de Beauregard D'argent à la fasce d'azur, accompagnée en chef de trois roses de gueules [rangées en fasce] et en pointe d'un lion léopardé du même. |
|                           | Famille Bardonin ou Bardonnin, orig. Marche D'azur à trois molettes d'éperon d'or., |
|                           | Famille de La Barre de La Guenonière D'argent à une barre (alias bande) d'azur chargée de trois coquilles d'or, accompagnée de deux merlettes de sable, l'une en chef, l'autre en pointe. Alias au croissant d'azur sur le 2e quartier. |
|                           | Famille Barré de Saint-Venant D'azur au chevron d'argent accompagné en chef de deux mouchetures d'hermine de même et en pointe d'un soleil d'or. |
|                           | Famille Bascher de Beaumarchais, orig. Bretagne Écartelé : aux 1 et 4 d'argent au chêne arraché de sinople ; aux 2 et 3 d'argent à trois quintefeuilles de sinople. |
|                           | Famille de Beaucorps D'azur à deux fasces d'or., Devise : « Fiez-vous » |
|                           | Famille de Beaumont d'Autichamp, orig. Dauphiné De gueules à la fasce d'argent chargée de trois fleurs de lys d'azur. Illustration : Charles Marie de Beaumont d'Autichamp (1770-1859), lieutenant général des armées du roi. |
|                           | Famille de Beaumont-Bressuire De gueules à l'aigle d'or accompagnée d'un orle de besants d'or. Alias un orle de fers de lance d'argent. |
|                           | Famille de Beaupoil de Saint-Aulaire, orig. Périgord De gueules à trois accouples de chien d'argent posées en pal, les liens d'azur tournés en fasce., |
|                           | Famille de Béjarry De sable à trois fasces d'argent., |
| Blason Belleville-sur-Vie | Famille de Belleville Gironné de gueules et de vair de douze pièces. |
|                           | Famille Belliard Écartelé : au 1, d'azur à l'épée haute d'argent garnie d'or ; au 2, de gueules aux ruines d'argent ; au 3, de gueules au palmier terrassé d'argent adextré d'une pyramide et senestré de deux autres du même ; au 4, d'or au cheval libre cabré en bande et soutenu de sable. Illustration : Augustin-Daniel Belliard (1769-1832), général français de la Révolution et de l'Empire. |
|                           | Famille Bérault ou Béraud De gueules au loup cervier d'argent, à trois coquilles du même, deux en chef, une en pointe. |
| Blason Famille Bernon     | Famille Bernon D'azur au lion d'or armé et lampassé de gueules. Devise : « Virtutem a stirpe traho » |
| Blason Bessay             | Famille de Bessay De sable à quatre fusées d'argent posées en bande., Devise : « Fac quod debes et non timeas », |
|                           | Famille de Béthune de Charost D'argent à la fasce de gueules, accompagnée en chef d'un lambel du même. |
|                           | Famille de Bonchamps, orig. Anjou De gueules à deux triangles d'or entrelacés., Illustration : Charles de Bonchamps (1760-1793), militaire français et général royaliste de la guerre de Vendée. |
|                           | Famille de Bonnaventure de Crevant Écartelé d'argent et d'azur. |
|                           | Famille Le Bossu D'or à trois têtes de Maure de sable, à bandeau d'argent., |
|                           | Famille de La Boucherie D'azur au cerf d'or., |
|                           | Famille de La Bourdonnaye De gueules à trois bourdons d'argent. Illustration : Paul Esprit Marie de La Bourdonnaye (1716-1800), comte de Blossac, intendant de la généralité de Poitiers (1750-1784). |
|                           | Famille de Bourgneuf de Rais D'argent à la croix de sable. |
|                           | Famille Bourguignon D'azur à trois bourguignottes (casques) d'argent, posées de profil. |
|                           | Famille de Bouville, orig. Normandie D'argent à la fasce de gueules chargée de trois anneaux d'or. |
|                           | Famille Boux de Casson D'or au sautoir de gueules cantonné de quatre merlettes de sable., |
|                           | Famille Brachet, orig. Marche D'azur à deux chiens braques [passants] d'argent., |
|                           | Famille de Bragelongne, orig. Franche-Comté De gueules à la fasce d'argent chargée d'une coquille de sable, accompagnée de trois molettes d'or. Devise : « Non cedam malis » |
|                           | Famille Brault Coupé : au 1, parti d'argent à l'agneau pascal d'azur et de gueules à la croix alésée d'or ; au 2, de pourpre à la couleuvre d'or accostée à dextre et à senestre d'une colombe du même. Illustration : Charles Brault (1752-1833), archevêque d'Albi et baron de l'Empire. |
|                           | Famille Brethé de La Guibretière D'azur au chevron d'argent accompagné en chef de trois étoiles d'or et en pointe d'un lion de même, armé, lampassé de gueules., |
|                           | Famille du Breuil-Hélion de La Guéronnière D'argent au lion de sable armé, lampassé et couronné d'or. Alias couronné de gueules. |
|                           | Famille de Brisay olim Brizay Fascé d'argent et de gueules de huit pièces., |
|                           | Famille Brochard de La Rochebrochard D'argent au pal de gueules cotoyé de deux pals d'azur. |
|                           | Famille de Bruce ou Brusse, orig. Écosse D'or au sautoir de gueules ; au chef de gueules chargé d'une étoile d'or au canton dextre. Alias l'étoile d'argent. Devise : « Fuimus » |
|                           | Famille de Bruchard, orig. Limousin D'azur à trois fasces d'or ; à la bande de gueules brochant sur le tout. |
|                           | Famille Brunet de Neuilly, orig. Vexin De gueules à deux chevrons alésés d'or, accompagnés de trois étoiles d'argent. Alias trois étoiles d'or., |

### C
| Blason                         | Nom de la famille, blasonnement et devise |
| ------------------------------ | --- |
| Blason Famille de Cadic        | Famille de Cadic ou Caadic, Coedic, Cadie D'azur à deux lions affrontés d'or ; au chef d'argent chargé de deux merlettes de sable., |
| Blason Famille de Cambourg     | Famille de Cambourg De gueules à trois fasces échiquetées d'argent et d'azur de deux traits. Devise : « Jamais en vain » |
|                                | Famille Camus de Marcilly, orig. Bourgogne D'azur à trois croissants d'argent et une étoile d'or en abîme. |
|                                | Famille Cantineau de La Cantinière D'argent à trois molettes d'éperon de sable., |
|                                | Famille Cathelineau, orig. Anjou D'azur à la hampe fleurdelisée d'or, posée en bande, avec une banderole d'argent chargée d'une croix de gueules, fichée dans un cœur de même., Devise : « Dieu et le roi » |
|                                | Famille de Caumont D'azur à deux lions d'or lampassés de gueules. Alias léopardés. |
|                                | Famille de Caux D'azur à trois lions d'or. |
| Blason Famille de La Celle     | Famille de La Celle, orig. Marche D'argent à l'aigle de sable becquée et membrée d'or. Alias l'aigle au vol abaissé., |
|                                | Famille de Céris D'azur à la croix alésée d'argent., |
|                                | Famille de Chabannes De gueules au lion d'hermine, couronné, armé et lampassé d'or. Alias le champ d'azur., Devise : « Nulli cedo » |
|                                | Famille Chabiel de Morière, orig. Espagne D'azur à trois pommes de pin d'or. |
|                                | Famille de Chabot D'or à trois chabots de gueules., Devise : « Concussus surgo », Illustration : Louis François Jean Chabot (1757-1837), baron militaire de l'Empire. |
|                                | Famille du Chaffaud ou Chaffaut, Chaffault, orig. Bretagne De sinople au lion d'or armé, lampassé et couronné de gueules., |
| Blason Famille du Chalard      | Famille du Chalard olim Chaslard, orig. Limousin D'azur à trois larmes d'argent., |
|                                | Famille de Chambes, orig. Angoumois D'azur semé de fleurs de lys d'argent ; au lion du même, armé, lampassé et couronné de gueules, brochant sur le tout. Alias le champ semé de fleurs de lys d'or., |
|                                | Famille de Chambon D'azur à la tour d'argent maçonnée de sable. |
|                                | Famille de La Chapelle de La Roche-Giffart, orig. Bretagne De gueules à la fasce d'hermine. Devise : « En bon espoir » |
|                                | Famille Chapt de Rastinhac, orig. Périgord D'azur au lion d'argent armé, lampassé et couronné d'or. Devise : « In Domino confido » |
| Blason Famille de Chasteignier | Famille de Chasteigner de La Roche-Posay D'or au lion passant de sinople, armé et lampassé de gueules. Devise : « Par les aïeux et par les armes » |
|                                | Famille de Châteaubriant, orig. Bretagne De gueules semé de fleurs de lys d'or. Devise : « Mon sang teint les bannières de France » |
| Blason Châtellerault           | Maison de Châtellerault D'argent au lion de gueules ; à la bordure de sable chargée de huit besants d'or., Illustration : Aimery Ier de Châtellerault (1077-1151), vicomte de Châtellerault. |
|                                | Famille de Châtillon, Châtillon-sur-Sèvre De gueules à trois pals de vair ; au chef d'or. |
|                                | Famille de La Châtre, orig. Berry De gueules à la croix ancrée de vair. |
|                                | Famille de Chaumejean, orig. Touraine D'or à la croix ancrée de gueules., |
| écartelé sable et argent       | Famille de La Chaussée de Bournezeau De sable écartelé d'argent., Alias écartelé d'argent et de sable. |
| Blason Famille Chauvin         | Famille Chauvin de La Muce, orig. Bretagne D'argent à trois croissants de gueules, le dernier les pointes en bas. |
|                                | Famille de Chauveron, orig. Limousin D'argent au pal bandé d'or et de sable. |
|                                | Famille de Chazeaux de Montjuvin, orig. Languedoc De gueules à la bande d'or, accostée en chef d'une colombe d'argent surmontée de trois étoiles rangées d'or. |
|                                | Famille de Chazelles, orig. Périgord D'azur au chevron d'or accompagné de trois étoiles de même., |
|                                | Famille Chebrou de La Roulière, Niort D'azur à un cerf grimpant d'argent. Alias écartelé ; aux 1 et 4 d'or à la croix pattée et alésée d'azur, cantonnée de quatre flammes de gueules., |
| Blason Famille de Chemillé     | Famille de Chemillé D'or à dix merlettes de gueules en orle ; au canton du même chargé d'une fleur de lys d'or. |
|                                | Famille de Chérade de Montbron D'azur à trois losanges d'or. |
| d'argent au chef d'azur        | Famille de Chergé de La Martinière D'argent au chef d'azur. |
| d'argent à l'aigle de sable    | Famille de Chièvres D'argent à l'aigle de sable. Illustration : Rupert-François-Radegonde de Chièvres (1823-1886), collectionneur et mécène, bienfaiteur de la ville de Poitiers. |
| Blason Famille de Choiseul     | Famille de Choiseul-Praslin, orig. Champagne D'azur à la croix d'or cantonnée de dix-huit billettes du même, cinq en sautoir dans chaque canton du chef et 4 et 4 en pointe. Alias au franc-quartier d'azur chargé d'un portique ouvert à deux colonnes surmontées d'un fronton d'or accompagné des lettres D. A. du même. |
|                                | Famille de Choisy D'azur à trois coquilles d'or., |
| Blason Chouppes                | Famille de Chouppes D'azur à trois croisettes d'argent. |
|                                | Famille de Chourses, orig. Maine D'argent à cinq [trangles] de gueules. Alias burelé d'argent et de gueules de dix pièces., |
|                                | Famille Claret de La Touche D'azur au lion d'argent armé, lampassé et couronné de gueules. |
|                                | Famille de Clémenson ou Clémanson D'azur à trois coquilles d'or., |
|                                | Famille de Clérambault ou Clérembault, orig. Anjou Burelé d'argent et de sable., |
|                                | Famille Le Clerc de Juigné, orig. Anjou D'argent à la croix de gueules bordée et engrêlée de sable, cantonnée de quatre aiglettes du même, becquées et onglées de gueules. Devise : « Ad alta » |
|                                | Famille de Clervault ou Clervaux De gueules à la croix pattée et alésée, échiquetée d'argent et d'azur. Alias la croix de vair. Alias la croix d'or. |
| Blason Famille de Clugny       | Famille de Clugny, orig. Bourgogne D'azur à deux clef d'or adossées en pal, les anneaux entrelacés. |
|                                | Famille Cochon de Lapparent D'or au chevron de gueules accompagné de trois hures de sanglier de sable, défendues d'argent. Illustration : Charles Cochon de Lapparent (1750-1825), homme politique français. |
|                                | Famille de Coësme, orig. Maine D'or au lion d'azur armé et lampassé de gueules., |
|                                | Famille de Coëtivy, orig. Bretagne Fascé d'or et de sable. Alias d'or à trois fasces de sable., |
| Blason Famille Cœur            | Famille Cœur, orig. Berry D'azur à la fasce d'or chargée de trois coquilles de sable et accompagnée de trois cœurs d'or. Devise : « À cœur vaillant rien d'impossible » |
| Blason Coigneux de Belabre     | Famille Coigneux de Bélabre alias Lecoigneux D'azur à trois porcs-épics d'or., |
|                                | Famille Colbert de Seignelay D'or à la couleuvre d'azur tortillée en pal. |
|                                | Famille de Coloigne ou Couloigne Burelé d'argent et d'azur ; à la fleur de lys de gueules brochant. |
|                                | Famille de Cornulier, orig. Nantais D'azur au rencontre de cerf d'or surmonté d'une hermine d'argent entre les cornes. Devise : « Firmus ut cornus » |
|                                | Famille de Cossé-Brissac, orig. Anjou De sable à trois fasces denchées par le bas, d'or. Devises : « Virtute tempore » et « Æquabo si faveas » |
| Blason Coucy                   | Famille de Coucy, orig. Vermandois Fascé de vair et de gueules. |
|                                | Famille de Cousdun ou Cosdun, Coudun, orig. Picardie De gueules au sautoir d'argent., Alias d'or au sautoir de gueules, au chef de même. |
|                                | Famille de Craon, orig. Anjou Losangé d'or et de gueules., |
|                                | Famille de Créquy ou Créqui, orig. Artois D'or au créquier de gueules. Devise : « Nul ne s'y frotte » |
|                                | Famille de Crevant d'Humières, orig. Touraine Écartelé d'argent et d'azur. Devise : « L'honneur y gît » |
|                                | Famille du Croisil D'argent à la croix de sable chargée de cinq crouzilles (coquilles) d'or. |
|                                | Famille de La Croix de Castries, orig. Languedoc D'azur à la croix d'or. Devise : « Fidèle à son roi et à l'honneur » |
|                                | Famille de La Cropte, orig. Périgord D'azur à une bande d'or accompagnée de deux fleurs de lys du même, une en chef et une en pointe. |
|                                | Famille de Crussol d'Uzès, orig. Languedoc Fascé d'or et de sinople. |
|                                | Famille de Cugnac, orig. Guyenne Gironné d'argent et de gueules. Devise : « Comme il nous plaît » |
|                                | Famille de Culant, orig. Berry D'azur semé d'étoiles d'or ; au lion du même brochant. Alias semé de molettes. |
|                                | Famille de Cumont, orig. Périgord D'azur à la croix pattée d'argent. Alias la croix alésée., |

### D
| Blason                      | Nom de la famille, blasonnement et devise |
| --------------------------- | --- |
|                             | Famille de Daillon, orig. Bretagne, Anjou D'azur à la croix engrêlée d'argent. |
|                             | Famille de Dampierre D'argent à trois losanges de sable. |
|                             | Famille Daniel-Lacombe D'azur à trois fasces ondées d'or., |
|                             | Famille Decazes, orig. Guyenne D'argent à trois têtes de corbeau de sable. |
|                             | Famille Decemme D'azur à trois coquilles d'argent. |
|                             | Famille Demarçay Écartelé : au 1 d'argent à la pyramide de sable ; au 2, de gueules à l'épée haute d'argent ; au 3, d'azur à la tour crénelée d'or ouverte et maçonnée de sable ; au 4, d'or au bélier de siège posé de fasce et attaché de sable. Illustration : Marc Jean Demarçay (1772-1839), général et parlementaire français. |
|                             | Famille Descartes ou des Cartes D'argent au sautoir de sable cantonné de quatre palmes de sinople. |
|                             | Famille Dorineau D'azur au chevron d'or accompagné de trois étoiles rangées en chef et en pointe d'un lion, le tout d'argent. |
|                             | Famille Dorion Fuselé d'argent et de sable ; à une tour d'or brochant sur le tout. |
|                             | Famille Doujat, orig. Berry D'azur au griffon couronné d'or. |
|                             | Famille de Dreux-Brézé D'azur au chevron d'or accompagné en chef de deux roses d'argent et en pointe d'un soleil d'or. Devise : « Habet sua sidera virtus » |
|                             | Famille Drouet de La Thibauderie Écartelé : aux 1 et 4, d'azur au chevron d'or ; aux 2 et 3, de gueules à trois cœurs d'or. |
| Blason Famille de La Duguie | Famille de La Duguie ou Duguye D'argent à deux chevrons de gueules ; au chef de sinople chargé de trois étoiles d'or. Alias au chevron de gueules, au chef d'azur chargé de trois étoiles rangées d'or., Illustration : Antoine de La Duguie de La Mauvinière, échevin de la ville de Poitiers (1556).                               |
|                             | Famille Dunoyer Parti d'argent et de gueules ; au noyer de sinople brochant sur le parti. Illustrations : Isaac Dunoyer (ca.1644-1710), procureur au présidial de Poitiers, et François Dunoyer (ca.1631-1694), procureur au siège royal de Civray.                                                                                  |
|                             | Famille Dupin de Francueil, orig. Châteauroux D'azur à trois coquilles d'or., |
|                             | Famille Dupont D'azur au pont à trois arches d'argent, accompagné de trois étoiles d'or rangées en chef. |
|                             | Famille Durant de La Pastellière D'argent au chevron d'azur, accompagné de trois grenades de gueules tigées et feuillées de sinople., |
|                             | Famille Dutheil de La Rochère alias du Teil, du Theil D'or au chef d'azur ; au lion de gueules, armé, lampassé et couronné d'argent, brochant sur le tout. Alias le lion couronné, armé, lampassé de sable. |

### E
| Blason | Nom de la famille, blasonnement et devise                                                                              |
| ------ | --- |
|        | Famille L'Enfant, orig. Anjou De gueules à trois fasces d'or. Alias d'or à trois fasces de gueules.                    |
|        | Famille Eschallard D'azur au chevron d'or. Alias d'argent à trois pals de sable.                                       |
|        | Famille Eschallé D'hermine à trois têtes de lion arrachées de gueules. Alias trois têtes de lion arrachées d'argent.   |
|        | Famille des Escotais, orig. Maine D'argent à trois quintefeuilles de gueules.                                          |
|        | Famille d'Escoubleau de Sourdis Parti d'azur et de gueules ; à la bande d'or brochant.                                 |
|        | Famille Espinasseau D'azur à trois étoiles d'argent.,                                                                  |
|        | Famille d'Espinay Saint-Luc D'argent au chevron d'azur chargé de onze besants d'or.                                    |
|        | Famille Espivent de La Villesboisnet, orig. Bretagne D'azur à la molette d'or accompagnée de trois croissants du même. |

### F
| Blason                                  | Nom de la famille, blasonnement et devise |
| --------------------------------------- | --- |
|                                         | Famille de Fages, orig. Languedoc D'or au mont de gueules de trois coupeaux, surmonté d'une colombe d'argent tenant en son bec un rameau de sinople ; au chef d'azur à trois fleurs de lys d'or. Devise : « Regi fidelitatem lilia coronant » |
|                                         | Famille de Farcy, orig. Maine D'or fretté d'azur ; au chef de gueules. |
|                                         | Famille de La Fare, orig. Languedoc D'azur à trois flambeaux d'or allumés de gueules, rangés en fasce. Devise : « Lux nostris hostibus ignis »                                                                                                |
|                                         | Famille Favre (Vivonne) De sinople à une fasce d'argent, chargée de trois roses de gueules. |
| Blason Famille de Feletz                | Famille de Féletz, orig. Périgord D'argent au lion couronné de gueules et une bordure d'azur chargée de huit besants d'argent. Alias le lion couronné d'or.                                                                                   |
|                                         | Famille Ferchault de Réaumur D'azur au lion d'or., Alias d'argent au lion de sinople lampassé de gueules., Illustration : René-Antoine Ferchault de Réaumur (1683-1757), physicien et naturaliste français.                                   |
|                                         | Famille de Ferré de La Fond De gueules à la bande d'or accompagnée de trois fleurs de lys d'or. Alias la bande d'argent. |
|                                         | Famille de La Ferté-Sennectaire D'azur à cinq fusées d'argent mises en fasce., |
|                                         | Famille Le Fèvre de Caumartin D'azur à cinq trangles d'argent. Alias burelé d'azur et d'argent. |
| Blason Famille Feydeau                  | Famille Feydeau D'azur au chevron d'or accompagné de trois coquilles du même. |
|                                         | Famille de Fiesque alias Fieschi, orig. Gênes Bandé d'argent et d'azur. |
|                                         | Famille de Flaveau D'azur à trois coquilles d'or., |
|                                         | Famille de Fontaines ou Fontaine D'or à trois écus de vair, bordés de gueules., Illustration : Guy Henri Modeste de Fontaine (1797-1862), homme politique français.                                                                           |
|                                         | Famille de La Fouchardière D'or à une fourche de sable emmanchée de gueules. |
|                                         | Famille de Foucher ou Fouchier De sable, au lion d'argent. Alias au lion d'argent, armé, lampassé et couronné d'or (ou de gueules). Devises : « In sanguine virtus » et « Virtutem a stirpe traho »                                           |
|                                         | Famille de Foudras, orig. Lyonnais D'azur à trois fasces d'argent. Devise : « Sunt mihi in custodiam » |
|                                         | Famille Fouquet de La Buissière D'argent à l'écureuil de gueules. Devise : « Quo non ascenda » |
|                                         | Famille Fracard des Houlières De gueules à trois fleurs de lys d'or. |
|                                         | Famille Frémond de La Merveillère D'argent au chevron surmonté d'une étoile et accompagné de trois épis de blé, le tout d'azur. Illustration : Olivier de Fremond de La Merveillère (1854-1940), officier français.                           |
|                                         | Famille de Freslon de La Freslonnière, orig. Bretagne D'argent à la fasce de gueules accompagnée de six ancolies d'azur, tigées de gueules, posées trois en chef et trois en pointe.                                                          |
| Blason Famille Frézeau de La Frézelière | Famille Frézeau de La Frézelière, orig. Anjou Burelé d'argent et de gueules ; à la cotice d'or brochant. Illustration : Charles-Madeleine Frézeau de La Frézelière (1656-1702), évêque de La Rochelle.                                        |
|                                         | Famille Frotier de La Messelière et de Bagneux D'argent au pal de gueules, accosté de dix losanges du même, posés 2, 2 et 1 de chaque côté.,                                                                                                  |
|                                         | Famille Fumée des Roches-Saint-Quentin, orig. Touraine D'azur à deux fasces d'or accompagnées de six besants du même, 3, 2 et 1. |

### G
| Blason                            | Nom de la famille, blasonnement et devise |
| --------------------------------- | --- |
|                                   | Famille de Gaalon, orig. Normandie De gueules à trois rocs d'échiquier d'or., |
|                                   | Famille Gabard de La Maillardière ou Gabart, orig. Bretagne De gueules au croissant d'argent [en pointe] accompagné en chef de deux étoiles d'or., |
|                                   | Famille Gaborin D'azur à trois trèfles d'or., |
|                                   | Famille Gaborit de La Brosse de Montjou D'azur à trois têtes de lion d'or, accompagnées en chef d'un croissant d'argent surmonté d'une étoile d'or. Alias le croissant en cœur. Devise : « Amator urbis » |
|                                   | Famille de Gaignon de Villaines, orig. Maine D'hermine à la croix de gueules. |
|                                   | Famille de Gain, orig. Limousin D'azur à trois bandes d'or. |
|                                   | Famille de Galard et Galard de Béarn, Brassac, orig. Gascogne D'or à trois corneilles de sable becquées et membrées de gueules. Alias écartelé ; aux 2 et 3 d'or à deux vaches de gueules, accornées, colletées et clarinées d'azur, passantes l'une sur l'autre, qui est de Béarn.,                                |
| Blason Famille de La Garde        | Famille de La Garde De gueules à trois croix ancrées d'argent ; au chef cousu de sable chargé d'un croissant d'argent. Devise : « Fide sed cui vide » |
|                                   | Famille de La Garde de Saint-Angel, orig. Limousin D'azur à l'épée d'argent la pointe en bas, posée en bande. |
|                                   | Famille Garnier de La Boissière et de Boisgrollier Gironné d'or et d'azur ; le 5e giron, qui est d'azur, chargé d'une épée d'or. Alias gironné d'or et de gueules de douze pièces. Illustration : Pierre Garnier de La Boissière (1755-1809), général français de la Révolution et sénateur de l'Empire.            |
|                                   | Famille Gaudin du Cluzeau et de La Peyre D'azur à dix billettes d'or, 4, 3, 2 et 1., Alias dix losanges. |
|                                   | Famille Gautron de La Gautronnière ou Gaultron, Gauteron D'azur à six coquilles d'argent., Alias à dix billettes d'or., Alias dix billettes d'argent. |
| Blason Famille de Gay             | Famille de Gay D'azur à un chevron d'or accompagné de trois chausse-trapes d'argent. |
| Blason Famille Girard de Charnacé | Famille Girard de Charnacé Écartelé : aux 1 et 4 d'azur à trois chevrons d'or ; aux 2 et 3 d'azur à trois croisettes pattées d'or (de Charnacé). |
|                                   | Famille de Girard de Bazoges et de La Guessière Losangé d'or et de gueules. Alias d'argent et de gueules. |
|                                   | Famille Goguet de La Salmonière, orig. Bretagne D'azur au croissant d'argent accompagné de trois coquilles d'or. Alias le croissant d'or. Devise : « De lumine vultus tui accipiam » Illustration : Charles Goguet de La Salmonière (1764-1832), officier royaliste de la guerre de Vendée.                         |
|                                   | Famille de Goué, orig. Bas-Maine D'or au lion de gueules surmonté d'une fleur de lys d'azur. |
| Blason Famille Gouffier           | Famille Gouffier D'or à trois jumelles de sable. Illustration : Artus Gouffier (1627-1696), lientenant général du roi, gouverneur du Poitou. |
|                                   | Famille de Goulaine, orig. Bretagne Mi-parti d'Angleterre et de France., Devise : « À celui-ci, à celui-là, j'accorde les couronnes », |
|                                   | Famille de Goullard d'Arsay ou Goulard, Goulart D'azur au lion d'or, couronné, lampassé et armé de gueules., |
|                                   | Famille Gourjault ou de Gourjault, Gourgeault De gueules au croissant d'argent., |
|                                   | Famille de Granges de Surgères, orig. Aunis, marquis de La Flocelière et de Puyguon De gueules fretté de vair., Alias au chef d'or chargé d'un lambel de sable. Devise : « Post tenebras spero lucem », Illustration : Anatole de Granges de Surgères (1850-1902), historien, bibliographe et bibliophile français. |
|                                   | Famille Grignon ou de Grignon, de Pouzauges, de La Pélissonière De gueules à trois clefs d'or., Alias à la bordure d'azur., Devise : « Trina patent œthera clave » Illustration : Roch-Sylvestre Grignon de Pouzauges (1775-1799), chef militaire vendéen.                                                          |
|                                   | Famille Grimault du Breuil D'azur à trois étoiles d'argent. Alias d'argent au lion passant de gueules. |
|                                   | Famille de Grimoüard ou Grimoard D'argent fretté de gueules ; au franc-canton d'azur., |
|                                   | Famille Guérin D'azur au sautoir d'argent, cantonné de quatre flammes d'or. |
|                                   | Famille de La Guérinière D'azur au chevron d'or accompagné de trois croissants d'argent. Alias les croissants d'or. |

### H
| Blason              | Nom de la famille, blasonnement et devise |
| ------------------- | --- |
|                     | Famille d'Harcourt-Beuvron De gueules à deux fasces d'or. Devise : « Gesta verbis præveniant »                                                            |
|                     | Famille Hector D'azur à trois tours d'or., |
| Blason Les Herbiers | Famille des Herbiers De gueules à trois fasces d'or. Illustration : Henri-François des Herbiers (1682-1750), marquis de l'Estenduère, officier de marine. |

### I
| Blason | Nom de la famille, blasonnement et devise |
| ------ | --- |
|        | Famille Irland, orig. Écosse D'argent à deux fasces de gueules surmontées de trois étoiles d'azur rangées en chef. Devise : « Cœlum rubor iste serenat » Illustration : Pierre-Marie Irland de Bazoges (1750-1818), homme politique français. |

### J
| Blason                      | Nom de la famille, blasonnement et devise |
| --------------------------- | --- |
|                             | Famille Jacobsen, orig. Hollande D'azur à la fasce ondée, accompagnée en chef d'un compas ouvert et en pointe d'un coutelas, le tout d'or. Alias en pointe un cimeterre. |
|                             | Famille Jaillard de La Maronnière D'azur à trois tours d'or. |
| Blason Famille de La Jaille | Famille de La Jaille D'argent à la bande fuselée de gueules, sans nombre. Alias à la bordure de sable chargée de huit besants d'or.                                      |
|                             | Famille de Jarno du Pontjarno D'azur à trois têtes et cols de cygne d'argent. Alias trois têtes de jar arrachées d'argent et becquées de sable.                          |
|                             | Famille de Jaucourt, orig. Champagne De sable à deux léopards d'or. |
| d'argent fretté de gueules  | Famille Jousseaume D'argent fretté de gueules., |
| Blason Famille Jousseaume   | Famille Jousseaume, orig. Bretagne De gueules à trois croix pattées d'hermine. Alias trois croix alésées, pattées et écartelées d'argent.,                               |

### L
| Blason        | Nom de la famille, blasonnement et devise |
| ------------- | --- |
|               | Famille de Lambertye ou Lambertie, orig. Périgord D'azur à deux chevrons d'or. Illustration : Joseph-Emmanuel de Lambertye (1748-1819), général et homme politique français. |
|               | Famille de Lamoignon de Malesherbes, orig. Nivernais Losangé d'argent et de sable ; au franc-quartier d'hermine. Alias sur le tout un écusson d'azur à la fleur de lys d'argent. |
|               | Famille de La Lande de Lavau Écartelé d'azur et d'or. Alias d'or et d'azur. Alias d'argent et d'azur. |
|               | Famille de Lapisse, orig. Guyenne D'azur au chevron d'or accompagné de trois roses du même. |
|               | Famille de Lastic Saint-Jal, orig. Auvergne De gueules à la fasce d'argent. |
|               | Famille de La Laurencie D'azur à une aigle bicéphale d'argent au vol abaissé, becquée et membrée d'or., Alias d'azur à une aigle bicéphale d'argent le vol abaissé. Alias d'azur à l'aigle d'argent., Devise : « Vas où tu peux, meurs où tu dois »,                                                                              |
|               | Famille de Lauzon D'azur à trois serpents arrondis d'argent, se mordant la queue. Alias brisé d'une bordure de gueules chargée de six besants d'or., |
|               | Famille de Lestrange De gueules à deux lions adossés d'or, surmontés d'un lion léopardé d'argent. |
|               | Famille Lignaud de Lussac, orig. Berry D'argent à trois merlettes de sable., Devise : « Vaincre et surmonter » |
| Blason Loheac | Famille de Lohéac De vair plein. |
|               | Famille Louer de La Caffinière olim Louer D'azur à la croix potencée d'or accompagnée en pointe de trois coquilles d'argent 2 et 1. Alias gironné d'argent et de gueules de douze pièces., |
|               | Famille Louvart de Pontlevoye D'or à trois têtes de Maure de sable, tortillées d'argent., Devise : « Fortis fortiori cedit », |
|               | Famille de Loynes, orig. Orléanais D'azur à sept besants d'or 4 et 3 ; au chef de gueules chargé de deux sautoirs d'argent et sur le tout une fasce gironnée et contre-gironnée d'or et d'azur., Illustration : François-Célestin de Loynes de La Coudraye (1743-1815), officier de marine, homme politique et écrivain français. |
|               | Maison de Lusignan Burelé d'argent et d'azur. Alias au lion de gueules, armé, lampassé et couronné d'or brochant sur le tout. |

### M
| Blason | Nom de la famille, blasonnement et devise |
| ------ | --- |
|        | Famille de Maillé, orig. Touraine D'or à trois fasces ondées de gueules. Alias de gueules à trois fasces ondées d'or., Devises : « Tant que le monde sera monde, à Maillé il y aura des ondes » et « Stetit unda fluens » |
|        | Famille de Marbeuf ou Marbœuf D'azur à deux épées d'argent passées en sautoir les pointes en bas, aux gardes et poignées d'or.                                                                                            |
| blason | Famille de Marconnay De gueules à trois pals de vair ; au chef d'or. Alias brisé d'un lambel de cinq pendants d'azur. |
|        | Famille Le Mastin D'argent à la bande de gueules contre-fleurdelisée de six fleurs de lys d'azur. |
|        | Famille de Mauclerc de La Ferté D'argent à la croix ancrée de gueules., |
|        | Famille de Maupeou, orig. Île-de-France D'argent au porc-épic de sable. Devise : « Eminus et cominus » |
|        | Famille de Menou, orig. Perche De gueules à la bande d'or. Devise : « Magna sustinentur magnis » |
|        | Famille de Molen de La Vernède, orig. Auvergne D'azur à trois sautoirs alésés d'or, deux en chef, un en pointe., |
|        | Famille de Montalembert D'argent à la croix ancrée de sable. Alias cotoyée en chef de deux losanges du même. Devise : « Ferrum fero, ferro feror »                                                                        |
|        | Famille de Montbel D'or au lion de sable armé et lampassé de gueules ; à la bande componée d'hermine et de gueules de six pièces, brochant sur le tout., Alias la bande de gueules, chargée de trois coquilles d'or.      |
|        | Famille de Montlouis D'azur à trois chevrons d'or, accompagnés de trois fleurs de lys du même, rangées en chef., |
|        | Famille de La Mothe de Montberard D'azur à trois roses d'or., |
|        | Famille Mourain de Sourdeval D'azur au chevron d'or accompagné de deux étoiles en chef et d'un croissant du même en pointe.                                                                                               |

### N
| Blason                             | Nom de la famille, blasonnement et devise |
| ---------------------------------- | --- |
| de gueules à une fleur de lys d'or | Famille des Nouhes ou Noues De gueules, à la fleur de lys d'or (ou d'argent)., Alias d'argent à sept merlettes de gueules, au franc-quartier du même à la fleur de lys d'or. Devise : « Armis protegam », |

### O
| Blason | Nom de la famille, blasonnement et devise                        |
| ------ | ---------------------------------------------------------------- |
|        | Famille d'Orfeuille D'azur à trois feuilles de chêne d'or.       |
|        | Famille Orthiou de La Penissière D'argent à la croix de gueules. |

### P
| Blason                              | Nom de la famille, blasonnement et devise |
| ----------------------------------- | --- |
|                                     | Famille Pain D'azur à trois besants d'or. |
| Blason Famille Pallu de la Barrière | Famille Pallu de La Barrière D'or à deux palmes de sinople. Devise : « Monent avorum palmæ » Illustration : Charles Pallu de la Barrière (1843-1924), officier de l'instruction publique et commandeur du mérite agricole.                              |
|                                     | Famille Panoux De vair, à l'écusson de gueules chargé d'un lion d'hermine. |
|                                     | Famille Parent de Curzon D'azur à quatre barres d'argent., |
|                                     | Famille de Parthenay l'Archevêque Burelé d'argent et d'azur ; à la bande de gueules brochant sur le tout. |
|                                     | Famille du Perrat D'azur à une tour d'argent maçonnée de sable. Alias au château à trois tours, pignonné, girouetté, crénelé d'or, coulissé de sable.                                                                                                   |
|                                     | Famille de Pérusse des Cars, orig. Marche De gueules au pal de vair appointé et renversé. Devise : « Fais que dois, advienne que pourra » |
| Blason Pindray                      | Famille de Pindray D'argent au sautoir de gueules. Devise : « In his signis vinces » |
|                                     | Famille du Plessis de Richelieu D'argent à trois chevrons de gueules. |
|                                     | Famille Poirier olim de Clisson et de La Franchère D'argent au chevron brisé de gueules accompagné en chef de deux étoiles d'azur et en pointe d'un poirier arraché de sinople. Alias un chevron de sable en place du chevron brisé.,                   |
|                                     | Famille de La Porte de La Meilleraye De gueules au croissant d'argent chargé de cinq mouchetures d'hermine. Illustration : Charles de La Porte (1602-1664), gentilhomme et militaire français.                                                          |
|                                     | Famille de La Porte de Vezins et de La Rambourgère De gueules au croissant d'argent chargé de cinq mouchetures d'hermine., Illustration : Paul-Jules de la Porte-Vezins (1727-1664), officier de marine et aristocrate français.                        |
|                                     | Famille de La Porte du Theil D'or au chevron de gueules., Illustration : Joseph de La Porte du Theil (1884-1976), général français. |
|                                     | Famille de La Porte-aux-Loups, orig. Périgord D'azur à la fasce palée d'or et de gueules, accompagnée de deux loups passants d'or, un en chef et un en pointe. Illustration : Amédée de La Porte (1848-1900), homme politique français.                 |
|                                     | Famille Prévost de Sansac D'argent à deux fasces de sable accompagnées de six merlettes du même, 3, 2 et 1. Illustration : Jean Prévost-Sansac de Touchimbert (1820-1892), conseiller municipal de Poitiers, conseiller général et député de la Vienne. |
| Blason Famille des Prez             | Famille des Prez de Montpezat, orig. Quercy D'or à trois bandes de gueules ; au chef d'azur chargé de trois étoiles d'or. Alias au chef d'azur chargé de trois molettes d'or.                                                                           |
|                                     | Famille du Puy-du-Fou De gueules à trois macles d'argent. |
|                                     | Famille du Puy-Montbrun ou Dupuy, orig. Dauphiné D'or, au lion de gueules lampassé, armé et patté d'azur. Alias au lion d'azur couronné et armé de gueules.                                                                                             |

### Q
| Blason | Nom de la famille, blasonnement et devise                                                           |
| ------ | --------------------------------------------------------------------------------------------------- |
|        | Famille de Quatrebarbes, orig. Anjou De sable à la bande d'argent accostée de deux cotices du même. |

### R
| Blason                                    | Nom de la famille, blasonnement et devise |
| ----------------------------------------- | --- |
|                                           | Famille de Rechignevoisin, orig. Berry De gueules à la fleur de lys d'argent. Alias d'argent à la fleur de lys de gueules., |
|                                           | Famille Richard de La Jarrige De sable au chef cousu de gueules, chargé d'un lambel d'or à cinq pendants., |
|                                           | Famille Le Riche de Cheveigné et de La Popelinière De gueules à un coq d'argent crêté, barbé, onglé du même, posé sur une chaîne d'or en fasce, la patte dextre levée, et regardant une étoile d'or posée à l'angle dextre du chef.,                 |
| Blason Famille de Rivaud de la Raffinière | Famille Rivaud de la Raffinière Coupé : au 1, parti d'azur à l'épée d'or en pal, et d'argent aux deux jumelles de sable en bande ; au 2, d'azur au lion ailé d'or, la tête sommée de trois étoiles du même, 2 et 1. Alias au 2, les jumelles ondées. |
|                                           | Famille Robin de Lourselière De gueules à trois fers de pique d'argent les pointes en bas. |
|                                           | Famille de La Roche-Saint-André De gueules à trois fers de lance rompus (roquets) d'or., Alias trois rocs d'échiquier. |
|                                           | Famille de Rochechouart et de Mortemart-Rochechouart Fascé-ondé d'argent et de gueules de six pièces., Devise : « Ante mare undæ », |
|                                           | Famille de La Rochefaton De gueules à trois fleurs de lys d'or., |
|                                           | Famille Rogres de Lusignan de Champignelles Gironné d'argent et de gueules de douze pièces. |
|                                           | Famille de Rohan de Gueménée De gueules à neuf macles d'or, 3, 3, 3., |
|                                           | Famille Rouault ou Rouhault De sable à deux léopards d'or l'un sur l'autre. Alias armés, lampassés et couronnés de gueules. Illustration : Joachim Rouault (1409-1478), seigneur de Boisménart, maréchal de France.                                  |
| Blason Famille Roux                       | Famille de Roux, orig. Limousin Fascé d'argent et d'azur ; au chef d'azur chargé de trois fleurs de lys d'or., |

### S
| Blason                            | Nom de la famille, blasonnement et devise |
| --------------------------------- | --- |
| d'azur à la croix alésée d'argent | Famille de Saint-Gelais-Lusignan D'azur à la croix alésée d'argent. Alias écartelé ; aux 2 et 3 burelé d'argent et d'azur, au lion de gueules brochant sur le tout (Lusignan).,                                                                      |
|                                   | Famille de Saint-Georges, orig. Marche D'argent à la croix de gueules. Alias écartelé ; aux 2 et 3 d'argent à trois fasces ondées de gueules. Illustration : Charles Olivier de Saint-Georges de Vérac (1743-1828), militaire et diplomate français. |
|                                   | Famille de Saint-Quintin D'or à la fleur de lys de gueules. Alias à la fleur de lys d'azur. |
|                                   | Famille de Sainte-Hermine D'hermine sans nombre. Alias à six merlettes de sable 3, 2, 1. Devise : « Nihil metuo » |
|                                   | Famille de Saligny De gueules à trois pals au pied fiché d'or ; à la bordure dentelée du même. |
|                                   | Famille de Sapinaud D'argent à trois merlettes de sable., Illustration : Charles Sapinaud de La Rairie (1760-1829), militaire français et général vendéen.                                                                                           |
|                                   | Famille de Sesmaisons, orig. Nantais De gueules à trois tours (ou maisons) couvertes d'or. |
|                                   | Famille Sochet ou Souchet D'argent à trois merlettes de sable. Illustration : Charles Sochet des Touches (1727-1793), officier de marine français.                                                                                                   |
|                                   | Famille Surreau ou Surault D'argent à deux fasces d'azur. Illustration : Louis Pierre Surreau (1751-1794), conseiller du roi et juge-magistrat au siège royal de Civray.                                                                             |

### T
| Blason                       | Nom de la famille, blasonnement et devise |
| ---------------------------- | --- |
|                              | Famille de Talhouët, orig. Bretagne D'argent à trois pommes de pin de gueules la queue en bas. |
|                              | Famille de Talleyrand, orig. Périgord De gueules à trois lions d'or armés, lampassés et couronnés d'azur. Devise : « Re que Diou »                                                                                  |
|                              | Famille Taveau de Mortemer Coupé : au 1 de gueules à deux pals de vair ; au 2 d'or plein. Alias d'or au chef de gueules, chargé de deux pals de vair. Devise : « Semper altiora spiro »                             |
|                              | Famille Térronneau ou Théronneau D'argent à la fasce de gueules accompagnée de trois tourteaux du même. Alias de gueules à la fasce d'argent accompagnée de trois besants du même.                                  |
|                              | Famille Thébault olim Thébault de La Tour De gueules à trois tours d'or., Alias d'azur à trois tours d'argent. |
|                              | Famille Thomasset de La Trévillière D'argent à cinq mouchetures d'hermine de sable 2 et 3 ; au chef d'azur soutenu d'une fasce en divise de sable et chargé d'un griffon passant d'or, armé et lampassé de gueules. |
|                              | Maison de Thouars D'or semé de fleurs de lys d'azur ; au franc-quartier de gueules. |
|                              | Famille de Tinguy D'azur à quatre fleurs de lys d'or cantonnées. |
|                              | Famille Le Tourneur D'azur à trois tours d'argent maçonnées de sable. |
|                              | Famille de La Tousche de La Limouzinière ou Touche, Limousinière D'or à trois tourteaux de gueules. |
| Blason Famille de la Tousche | Famille de La Tousche-Marigny D'or au lion de sable armé, couronné, lampassé de gueules. Devise : « Deo juvante »                                                                                                   |
|                              | Famille de La Trémoille D'or au chevron de gueules accompagné de trois aiglettes d'azur becquées et membrées de gueules. Devise : « Sans sortir de l'ornière »                                                      |
|                              | Famille Tudert ou de Tudart D'or à deux losanges d'azur rangés en fasce ; au chef d'azur, chargé de trois besants d'or., Illustration : Jean Tudert (ca.1375-1439), évêque français.                                |
|                              | Famille de La Tullaye, orig. Bretagne D'or au lion rampant de gueules. |
|                              | Famille Turpin de Crissé Losangé d'or et de gueules., Alias de gueules et d'argent. Devise : « Vici victurus vivo »,                                                                                                |
|                              | Famille de Tusseau de Maisontiers D'argent à trois croissants de gueules. |

### V
| Blason                         | Nom de la famille, blasonnement et devise |
| ------------------------------ | --- |
|                                | Famille de Vassé D'or à trois fasces d'azur. |
|                                | Famille de Vaucelles, orig. Maine D'argent au chef de gueules chargé de sept billettes d'or, 4 et 3. Devise : « Semper Deo fidelis honori regis et virtute valens » |
|                                | Famille du Verger de Monroy D'azur à trois croissants d'or. |
|                                | Famille du Vergier de La Rochejaquelein De sinople à la croix d'argent chargée en cœur d'une coquille de gueules, cantonnée de quatre coquilles d'argent. Alias à la croix de gueules chargée d'une croisille d'argent, cantonnée de quatre croisilles du même. Devise : « Si j'avance, suivez-moi, si je recule tuez-moi, si je meurs, vengez-moi ! » |
|                                | Famille de Verthamon Écartelé : au 1, de gueules au lion d'or léopardé ; aux 2 et 3, cinq points d'or équipollés à quatre d'azur ; au 4 de gueules plein. Alias aux 2 et 3, cinq points d'azur équipollés à quatre d'or. Illustration : Guillaume-Samuel de Verthamon (1693-1758), évêque de Luçon.                                                    |
|                                | Famille Viart ou Viard D'or au phénix de sable sur un bûcher de gueules ; au chef d'azur chargé de trois coquilles d'argent. |
| Blason Famille de Viete        | Famille de Viète ou Viette D'argent au chevron d'azur accosté de six étoiles de …, accompagné en chef d'un soleil de … et en pointe d'un lys de jardin arrosé par une main dextre issant d'une nuée à senestre du chevron., Illustration : François Viète (1540-1603), mathématicien français.                                                         |
|                                | Famille de Vignerot D'or à trois hures de sanglier de sable ; écartelé du Plessis-Richelieu. |
| d'argent à la bande de gueules | Famille de La Ville de Baugé et de Férolles D'argent à la bande de gueules., Devise : « Tiens ta foi » |
|                                | Famille de Villedon D'argent à trois fasces ondées de gueules. Alias de gueules, à trois fasces ondées d'argent. |
|                                | Famille de Volvire ou Voluire, orig. Angoumois Burelé d'or et de gueules., |

### Y
| Blason | Nom de la famille, blasonnement et devise |
| ------ | --- |
|        | Famille Ysoré d'Hervault et de Pleumartin D'argent à deux fasces d'azur. Illustration : Mathieu Ysoré d'Hervault de Pleumartin (1647-1716), archevêque de Tours. |

- Haut – A
- B
- C
- D
- E
- F
- G
- H
- I
- J
- K
- L
- M
- N
- O
- P
- Q
- R
- S
- T
- U
- V
- W
- X
- Y
- Z